# Alma (Wisconsin, Jackson megye)
Alma város az USA Wisconsin államában, Jackson megyében. Lakosainak száma 254 fő (2020. április 1.).

## Népesség
A település népességének változása:
| Lakosok száma | 983  | 297  | 254  |
|               | 2000 | 2010 | 2020 |